# Тюрки (узбекское племя)
Тюрки — группа ранних племён тюрков Мавераннахра, вошедших в состав узбекского народа.

## Проблема тюрков-тюркутов VI—VIII вв
Л. Н. Гумилёв основываясь на этнографических исследований Б. X. Кармышевой называют тюрков прямыми потомками тюркютов в Средней Азии. Тюркюты, по Л. Н. Гумилёву, сложились в результате слияния монголоязычных пришельцев с местным тюркоязычным населением Алтая. Версию монгольского происхождения тюркютов в своих трудах поддерживал Н. Я. Бичурин. Согласно Н. В. Абаеву, связи со скифо-арийским эпонимом Ажи-Дахака сяньбийцев (тогонов) и тугю, а также Саяно-Алтайские (скифо-арийские и «туранские», тюрко-монгольские) корни обоих этнонимов (тогон и ажа), обозначавших, судя по всему, одну и ту же родо-племенную группу, являются очевидными, как и этногенетические связи между протомонгольскими (сяньбийскими) тогонами и тюрками-тугю.
По мнению Д. Е. Еремеева, тюркоязычные охотничьи племена ассимилируют племя саков — туров, переняв их этноним и навыки кочевого скотоводства, но сохранив свой язык, правда, обогащенный иранской лексикой; кочевое скотоводство дает возможность этим племенам резко увеличить свой ареал, создать огромную кочевую империю — Тюркский каганат.
Эту концепцию поддерживает Н. В. Абаев, который пишет о генеалогических предках тюрок и монголов: «то оба мифологических предка тюрко-монгольской общности тесно связаны и с генеалогией элитных скифо-арийских родов, предположительно ираноязычных, которые в догуннскую эпоху проживали в западной и северо-западной (то есть в Саяно-Алтае) части Центральной Азии».
Как полагал крупный тюрколог Л. Р. Кызласов, «древние тюрки — это та этническая группа, которая сама себя в VI—VII вв. — называла народом тюрк („тюрк бодун“), и только культуру этого народа следует называть древнетюркской… антропологический тип их представителей также был далеко не однороден. В общем преобладала европеоидность в физическом типе ранних тюрок в эпоху Первого Тюркского каганата».

## Тюрки в оазисах Средней Азии в VI—VIII вв
В 552—745 в Центральной Азии существовал Тюркский каганат, который в 603 году распался на две части: Восточный и Западный каганаты. В состав Западного каганата (603—658) вошла территория Средней Азии, степи современного Казахстана и Восточный Туркестан. Восточный каганат включил в свой состав современные территории Монголии, северного Китая и южную Сибирь. В 658 году Западный каганат пал под ударами восточных тюрок.
В 567—658 годах Самарканд, будучи центром Согдианы, находился в зависимости от Тюркского и Западнотюркского каганата. В период правления западно-тюркского кагана Тон-ябгу кагана (618—630) с правителем Самарканда были установлены родственные отношения, Тон-ябгу каган выдал за него свою дочь. По данным энциклопедиста XII в. Наджм ад дина Абу Хафса ан-Насафи, ихшид Согда Гурек имел тюркские корни.
В этот период усилилось слияние тюрков и согдийцев. Согласно брачному договору от 27 апреля 711 года фиксировался брак между тюрком Ут-тегином с согдианкой Дугдгончей.
Самая многочисленная группа фигур на западной стене афрасиабской живописи VII века представляет собой изображение тюрок.
Тесные тюрко-согдийские связи способствовали заимствованиям из тюркского языка в согдийский и наоборот. В ранних эпиграфических надписях древнетюркских каганов согдийский являлся официальным языком. В согдийских текстах мугских документов есть заимствования из тюркского языка: yttuku — «посылать», «посольство»; bediz — «резьба, орнамент».
Сведения о правлении тюрок в этнополитической истории оазисов Средней Азии относятся к 580-м годам. Известно, что в 587 году Кара Чурин Янг-Соух-тегин стал владетелем Бухарского оазиса. После него Бухарой в 589—603 годах правил его сын Нили-каган, потом его сын Басыл-тегин.
Тюркскими правителями Бухарского оазиса в середине VIII в. была выпущена группа тюрко-согдийских монет, с надписью «владыки хакана деньга» Известным правителем согдийского Пенджикента в VII—VIII вв. был тюрок Чекин Чур Бильге Монета Чекина Чур Бильги имеют надпись: «правитель Панча государь Бильге». Он был тюркского происхождения, в мугском юридическом документе В-8, представлена полная форма имена — Чекин Чур Бильге сын Бычута.
Из трёх компонентов имени Чекин-Чур Бильге — собственно имени, титула и почетного эпитета — основным был последний (явление, известное в древнетюркской ономастике).
Здесь же был обнаружен фрагмент черновика письма на согдийском языке, в тексте которого есть тюркское имя Туркаш., что говорит о популярности антропононима тюргеш, который был и этнонимом.

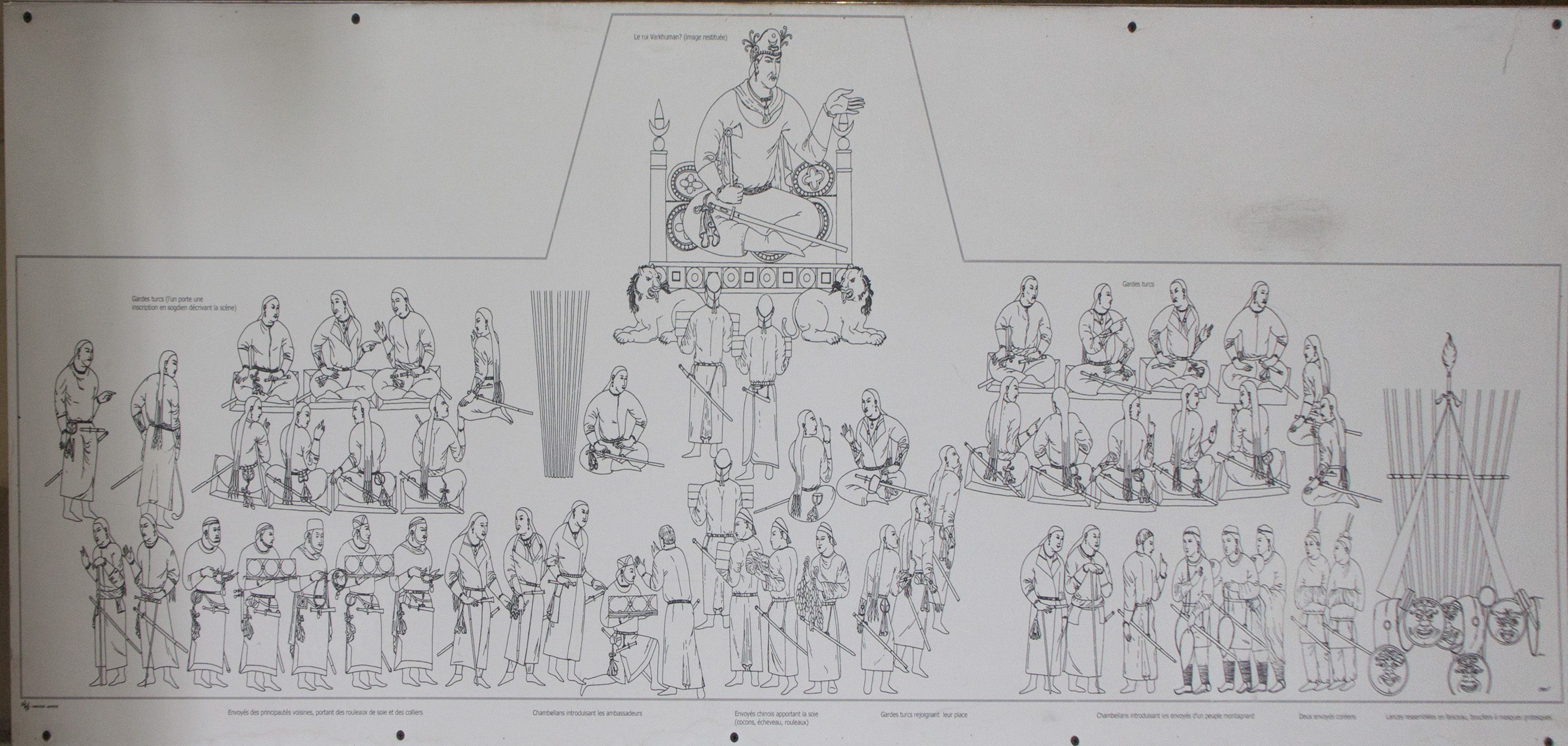
Тюрки в живописи Афрасиаба, Самарканд середина VII в.

Среди согдийских документов начала VIII века на территории Согда был обнаружен документ на тюркском языке, написанный руническим алфавитом. На территории оазисов Средней Азии, в Ферганской долины обнаружено более 25 рунических надписей на древнетюркском языке, что говорит о наличии у местного тюркского населения в VII—VIII веках своей письменной традиции.

## Тюрки в составе узбеков XIV—XIX вв
Среди ранних племен самой многочисленной и наиболее полно сохранившей особенности языка и быта кочевой части тюрков Мавераннахра в начале XX в. была группа, известная под общим названием тюрк. Она объединяла четыре племени, для одного из которых этноним тюрк был единственным самоназванием. Название второго было кальтатай, третьего — мусабазари, четвёртого — барлас. К тюркам относила себя и часть карлуков.
Постепенная утрата во многих местностях тюрками-карлуками, барласами, кальтатаями и мусабазари своих племенных названий и сохранение ими только собирательного имени «тюрк» наводить на мысль о том, что это наименование у собственно тюрков не есть племенное имя и что собственно тюрки составились из тех групп, которые утратили племенные названия.
Среди окружающего населения в начале XX в. они были известны только под собирательным именем «тюрк», которое являлось и их самоназванием. В состав собственно тюрков, как и в состав чагатаев и узбеков, вошли и такие ранние племена как сулдуз и аргун. Однако, к началу XX в. следы их пребывания в правобережных районах сохранились только в топономии.
Среди племенных названий среднеазиатских тюрок, ныне входящих в состав узбеков, есть группа племен, именуемых местным населением «тюрк», а внутри её кроме карлуков, барласов, кальта-тай и муса-базари есть племенная единица с самоназванием «тюрк». Здесь в первом случае под тюрками понимаются старые тюркоязычные обитатели Маверауннахра XIV—XV вв. Родовых подразделений они не имеют, но одна из их групп называет себя тюрки-тугьен. Это слово, ныне понятное далеко не всем, знающие старину производят от монгольского «туг» — знамя, бунчук; это может означать «знаменосцы» или «мятежные тюрки». Среди тюрков была популярна легенда об их мифическом родоначальнике Тюрки-Тугъяне, который якобы жил во времена Мухаммеда и однажды со своей дружиной будто бы спас пророка и его войско от поражения и в благодарность получил его благословение.
Одному из указанных пластов узбекского народа, тюркам, посвящена статья Б. Х. Кармышевой «Этнографическая группа „тюрк“ в составе узбеков (историко-этнографические данные)». В ней дана характеристика тюркских подразделений (карлуки, барласов, кальтатай, мугул, собственно тюрк), их численность, расселение, в том числе и в Фергане, сведения о занятиях, одежде, пище, жилище, некоторых обрядах и обычаях.
В. X. Кармышева полагает, что эти «тюрки» относятся к потомкам тюркских пришельцев в Среднюю Азию, «возможно ещё более ранних, чем предки карлуков». Вывод Б. X. Кармышевой представляется вполне убедительным, а собранный ею материал — исключительно важным. Он вполне подтверждает наличие в Средней Азии VII—VIII вв. того самого племени, которое китайcкие источники называют «тюркют». В пользу нашего соображения говорят также этнографические особенности этого племени.
И. И. Умняков, аннотируя «Историю Фахрэддина Мубаракшаха» приводит перечень упомянутых там тюркских племен, первое место в этом перечне занимает племя «тюрк». Умняков предполал, что слово «тюрк» помимо коллективного названия турок в XII—XIII вв., «вероятно, и раньше служило также названием особого турецкого племени».

## Антропология
Давнее поселение тюрков Мавераннахра подтверждается антропологическими данными — по степени монголоидности потомки тюрков тяготеют к таджикам и узбекам, не имевшим родо-племенного деления, или же полностью тождественны им. Лингвистические данные также подтверждают давность их пребывания на данной территории — их говоры, относящиеся к «окающим» и «йокающим» несингармоническим диалектом узбекского языкам, сохранили некоторые формы, характерные для староузбекского (чагатайского) литературного языка. В. П. Наливкин отмечал отличительные черты тюрков: европеоидный внешний вид, стойкое самосознание, полукочевой образ жизни.

## Расселение
Полоса их обитания полукольцом огибала горные районы со сплошным таджикским населением, начинаясь в Афганском Бадахшане (в основном бассейне р. Кукча) и заканчиваясь в восточном углу Ферганской долины.